# Rembert (Carolina do Sul)
Rembert é uma Região censo-designada localizada no estado norte-americano de Carolina do Sul, no Condado de Sumter.

## Demografia
Segundo o censo norte-americano de 2000, a sua população era de 406 habitantes.

## Geografia
De acordo com o United States Census Bureau tem uma área de
11,4 km², dos quais 11,4 km² cobertos por terra e 0,0 km² cobertos por água. Rembert localiza-se a aproximadamente 48 m acima do nível do mar.

## Localidades na vizinhança
O diagrama seguinte representa as localidades num raio de 20 km ao redor de Rembert.